# Groninga (provincia)

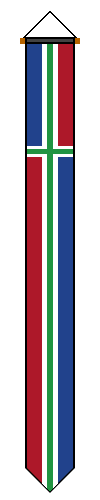
Gonfalone della provincia

La provincia di Groninga (in olandese Groningen, AFI: [ˈxroˑʊ̯nɪŋə(n)] ; in frisone Grinslân; in gronings Grunnen) è una delle 12 province che compongono i Paesi Bassi. Essa prende il nome dall'omonima città, che ne è il capoluogo ed il centro più importante.

## Geografia
La provincia si trova all'estremo nord-est dei Paesi Bassi, fra la Germania (Land della Bassa Sassonia/Niedersachsen) ad est, le province olandesi della Drenthe a sud e della Frisia ad ovest, e con il Mare del Nord (in particolare con il cosiddetto mare dei Wadden) a nord; essa comprende pure le due piccole isole disabitate di Rottumeroog e Rottumerplaat.
Il territorio della provincia è estremamente pianeggiante ed in gran parte dedicato all'attività agricola, in particolare all'allevamento. Tuttavia vi si trova anche il grande giacimento di gas naturale di Slochteren, il maggiore sinora scoperto nell'Europa occidentale.
La popolazione è di circa 574 000 abitanti (2004), di cui circa 180 000 vivono nel capoluogo, che è un importante centro universitario ed industriale (in particolare per la produzione dello zucchero).
Il dialetto locale è noto come gronings, anche se le sue caratteristiche variano entro la provincia stessa (ad es. nella parte orientale esso è molto simile al frisone).